# Nemesia africana
Nemesia africana là một loài nhện trong họ Nemesiidae.
Nemesia africana được miêu tả năm 1838 bởi C. L. Koch.